# 藤原公房 (小野宮流)
藤原 公房（ふじわら の きみふさ）は、平安時代中期から後期にかけての貴族。初名は顕房。藤原北家小野宮流、参議・藤原資房の次男。権大納言・藤原経任の養子。官位は正三位・参議。白髪宰相と号す。

## 経歴
後朱雀朝の長久3年（1042年）皇后・禎子内親王の臨時給により従五位下に叙爵し、翌長久4年（1043年）侍従に任官した。後冷泉朝に入り、永承5年（1050年）右近衛少将に任ぜられると、天喜3年（1055年）正五位下、天喜5年（1057年）従四位下、康平6年（1063年）従四位上と昇進するが、この間の天喜5年（1057年）右少将から兵部大輔に遷っている。
後三条朝に入ると、延久3年（1071年）陽明門院（禎子内親王）の御給により正四位下に叙せられる。延久4年（1072年）12月に蔵人頭に補せられると、まもなく後三条天皇は白河天皇に譲位するが、公房は新帝の蔵人頭に改めて補せられた。のち、左右兵衛督・左京大夫を兼ね、承保2年（1075年）参議に任ぜられて公卿に列した。
議政官として、引き続き左兵衛督・左京大夫を兼帯する一方、承保4年（1077年）従三位に叙せられるが、承暦3年（1079年）には左兵衛督を辞した。承暦5年（1081年）正三位に至る。寛治5年（1091年）子息の通輔を五位蔵人に補す代わりに参議を辞任して左京大夫のみを帯びた。
康和4年（1102年）8月29日に薨去。享年73。最終官位は正三位左京大夫。

## 官歴
- 長久3年（1042年） 7月25日：従五位下（皇后宮（禎子内親王）臨時給、本名顕房）
- 長久4年（1043年） 12月25日：侍従
- 永承5年（1050年） 2月6日：左衛門佐。2月26日：右近衛少将
- 天喜元年（1053年） 正月27日：兼讃岐介
- 天喜3年（1055年） 正月5日：正五位下
- 天喜5年（1057年） 正月5日：従四位下（少将）。11月5日：兵部大輔
- 康平6年（1063年） 5月5日：従四位上（大輔）
- 延久3年（1071年） 正月7日：正四位下（陽明門院（禎子内親王）御給）
- 延久4年（1072年） 12月2日：蔵人頭（後三条天皇）。12月8日：更補蔵人頭（白河天皇受禅）
- 延久5年（1073年） 4月17日：右兵衛督
- 承保元年（1074年） 12月26日：兼左京大夫
- 承保2年（1075年） 正月28日：左兵衛督。4月12日：兼中宮亮（中宮・藤原賢子）。6月13日：参議、左京大夫左兵衛督如元
- 承保3年（1076年） 正月22日：兼播磨権守
- 承保4年（1077年） 正月11日：従三位（行幸東三条院陽明門院別当賞）
- 承暦3年（1079年） 11月：辞左兵衛督
- 承暦5年（1081年） 正月26日兼備後権守。12月5日：正三位（春日行幸行事賞）
- 応徳3年（1086年） 3月3日：兼美作権守
- 寛治5年（1091年） 正月：兼備後権守。8月：辞参議（息男通輔五位蔵人申任）
- 康和4年（1102年） 8月29日：薨去（正三位左京大夫）

## 系譜
- 父：藤原資房（1007-1057）
- 母：源経相の娘
- 養父：藤原経任（1000-1066）[2]
- 妻：不詳
  - 男子：藤原通輔
  - 女子：藤原敦宗室